# Dąb Katowice

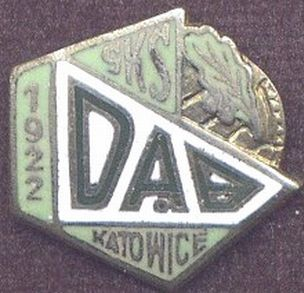
Znaczek klubu z datą powstania 1922

Górniczy Klub Sportowy Dąb Katowice – klub sportowy powstały we wsi Dąb, będącej później dzielnicą Katowic. W 1968 roku wszedł w skład powstałego w 1964 r. Górniczego Klubu Sportowego Katowice.

## Historia
- 1911 - W górnośląskiej miejscowości o ówczesnej nazwie Domb, leżącej w Cesarstwie Niemieckim powstał klub Sport Club Eiche 1911.
- 1922 – Wieś Dąb zostaje w ramach nowo powstałego autonomicznego województwa śląskiego przyłączona do II RP, a klub SC Eiche 1911 zostaje przekształcony w Klub Sportowy "Dąb"[1].
- 1924 – Dąb zostaje przyłączony do Katowic, w konsekwencji czego klub zaczyna posługiwać się nazwą KS Dąb Katowice.
- 1927 - Drużyna piłki nożnej zaczyna brać udział w rozgrywkach klasy "A", czyli w rozgrywkach o mistrzostwo polskiej części Górnego Śląska. Występuje w nich w latach 1927-1929.
- 1936 - Zespół piłki nożnej gra w ogólnopolskiej I lidze. Zajmuje 8. miejsce. Po 1936 roku zaczęły powstawać sekcje klubu - boksu, hokeja na lodzie, kolarstwa, piłki wodnej, lekkoatletyki, pływania, zapasów.

Piłkarze Dębu najczęściej występowali sezonie z 1936 roku w składzie:
Maksymilian Pawłowski 18 meczów/0 goli – Franciszek Krawiec 18/0, Jerzy Halama 13/1 (Wilibald Kolarz) 6/0 – Franciszek Moczko 16/0, Engelbert Szojda 16/0, Ewald Dytko 17/0 – Konrad Kessner 18/9, Jerzy Ogórek 12/4 (Roman Kłoda) 10/1, Leopold Sobierad (Sobiehardt)? 8/2 (Reinhold Dreszer) 7/0, Ernest Koszecki 12/3 (Jerzy Kierot) 5/0, Antoni Herman 14/7 (Gerard Wichary) 4/1.
- 1937 – Klub został zawieszony w prawach członka ligi piłkarskiej do 15 sierpnia 1937 za przekupstwo bramkarza Śląska Świętochłowice Alfreda Mrozka. W związku z tym KS Dąb został sklasyfikowany na ostatnim miejscu tabeli. Na skutek próśb władze PZPN dopuściły Dąb do rozgrywek Ligi Śląskiej w sezonie 1937/38.
- 1939 - Po rozpoczęciu okupacji niemieckiej polski klub przestaje funkcjonować.
- 1946 - Po zakończeniu II wojny światowej w Dębie rozpoczyna działalność Robotniczy Klub Sportowy Kopalni "Eminencja".
- 1957 - Po kilkakrotnych zmianach nazwy od 1946 roku pierwotny RKS Kopalni "Eminencja" przyjmuje nazwę Górniczy Klub Sportowy "Dąb", która nawiązuje do przedwojennych tradycji[2]. W klubie uprawia się piłkę nożną, boks, łyżwiarstwo, lekkoatletykę, pływanie, piłkę wodną.
- 1962 - Klub wywalcza awans do II ligi. Skład Dębian w tym sezonie:

Wyrobek, Hibszer, Brzezina, Kaske, Pawłowski, Nowak, Biernacki, Minol, Leszczorz, Edward Herman, Dembski, Mieczysław Trąbka.
- 9 sierpnia 1968 – Połączenie z powstałymi kilka lat wcześniej Katowicami. Stadion został przejęty nie od GKS Dąb, a od Rapidu Wełnowiec, który był jednym z klubów założycielskich Katowic, klubu utworzonego w 1964 r. z połączenia kilku klubów działających w Katowicach. Boisko Dębu przy ul. Sportowej zostaje zlikwidowane.

## Sekcje i sukcesy
- pływanie (10 tytułów Mistrzostw Polski: 9 w pływaniu (1938-39), 1 tytuł w skokach do wody (1938); 17 rekordów Polski (1935-39))
- Boks
- Gimnastyka
- Hokej na lodzie, zob. Dąb Katowice (hokej na lodzie)
- Kolarstwo
- Lekka atletyka
- Piłka nożna (największy sukces to 8. miejsce w I lidze – 1936 rok)
- Zapasy
- Sportowe gry zespołowe

## Sportowcy
- Ewald Dytko – reprezentant Polski w piłce nożnej (22A + 3 nieoficjalne), olimpijczyk z 1936, uczestnik MŚ 1938
- Richard Herrmann – reprezentant Niemiec w piłce nożnej (8A), uczestnik MŚ 1954 i mistrz świata 1954.